# Elecciones provinciales de Misiones de 2023
Las elecciones generales de la provincia de Misiones 2023 se realizaron el día 7 de mayo del 2023, separadas de las elecciones nacionales. Además de los cargos ejecutivos, se eligieron la mitad de los diputados provinciales y autoridades municipales en los 78 municipios de la provincia.

## Cronograma Electoral oficial
| Fecha    | suceso                                                                            |
| -------- | --------------------------------------------------------------------------------- |
| 16/02/23 | Fin plazo para que los municipios adhiera a la convocatoria                       |
| 16/02/23 | Vto. para solicitud de reconocimiento de Frentes y/o Alianzas.                    |
| 16/02/23 | Cierre de padrones de afiliados a partidos políticos.                             |
| 27/02/23 | Fin reclamo de electores en el padrón provisorio.                                 |
| 08/03/23 | Vencimiento para registro de Lemas.                                               |
| 08/03/23 | Cierre de padrón de extranjeros.                                                  |
| 11/03/23 | El Tribunal Electoral resuelve Lemas.                                             |
| 13/03/23 | Vto. registro de sublemas.                                                        |
| 13/03/23 | Vto. para la remisión de novedades del padrón de electores extranjeros            |
| 13/03/23 | inicio de publicación del padrón electoral definitivo.                            |
| 16/03/23 | El Tribunal Electoral resuelve Sublemas.                                          |
| 18/03/23 | Vto. celebración de internas en los partidos.                                     |
| 20/03/23 | Vto. registro de listas de candidatos sublemas.                                   |
| 23/03/23 | Tribunal Electoral resuelve listas de candidatos sublemas.                        |
| 23/03/23 | Inicio de campaña proselitista                                                    |
| 27/03/23 | Vto. plazo para que Lemas de listas de candidatos municipales.                    |
| 28/03/23 | Vto. registro de listas de candidatos a cargos provinciales                       |
| 28/03/23 | Cierre de exhibición de padrón provisorio                                         |
| 30/03/23 | Tribunal Electoral resuelve listas de candidatos a cargos provinciales            |
| 03/04/23 | Vto. exhibición de listas de candidatos a cargos provinciales e impugnables.      |
| 04/04/23 | Tribunal Electoral resuelve oficialización listas a cargos provinciales           |
| 04/04/23 | Sustitucion de candidatos a cargos provinciales                                   |
| 07/04/23 | Impresion de padrones definitivos de electores provinciales                       |
| 12/04/23 | Presentación de boletas para aprobación                                           |
| 12/04/23 | Vto. plazo para reclamos al padrón provisorio de extranjeros                      |
| 17/04/23 | Vto. plazo para efectuar reclamos en padrón definitivo de electores provinciales. |
| 17/04/23 | Vto remisión desde Juzgado de Paz al Tribunal Electoral                           |
| 07/05/23 | Elecciones Generales                                                              |

## Candidatos
| Logo                                                                | Logo                                                                | Partido/Alianza                     | Partidos en la alianza | Candidato a gobernador                                | Candidato a gobernador                                | Candidato a vicegobernador | Candidato a vicegobernador |
| ------------------------------------------------------------------- | ------------------------------------------------------------------- | ----------------------------------- | --- | ----------------------------------------------------- | ----------------------------------------------------- | -------------------------- | -------------------------- |
|                                                                     |                                                                     | Frente Renovador de la Concordia    | Ver partidos: - Amplitud y Unidad Social - Arandu - Causa Popular - Frente H.A.C.E.R. por el Progreso Social - Frente Renovador Legitimo - Kolina - Memoria y Movilización Social - Movimiento de Acción del Pueblo - Movimiento de Integración y Desarrollo - Movimiento Militante Barriales - Movimiento Renovador Popular - Nueva Alternativa - Nuevo Octubre - Partido de la Concertación FORJA - Partido de la Concordia Social - Partido de la Libertad Dignidad y Bien Común - Partido de la Participación Ciudadana - Partido del Consenso - Partido Desarrollista - Partido Fe - Frente Grande - Partido Justicialista - Partido por la Reconstrucción de la Justicia Social - Partido Pueblo Libre y Solidario - Partido Transversal de la Respuesta - Proyecto Popular - Trabajo y Progreso - Unidos con Valores - Unión Popular Federal - Partido Nacionalista Constitucional - UNIR |                                                       | Hugo Passalacqua                                      |                            | Lucas Romero Spinelli      |
| - Vicepresidente primero de la Cámara de Representantes de Misiones | - Vicepresidente primero de la Cámara de Representantes de Misiones | Frente Renovador de la Concordia    | Ver partidos: - Amplitud y Unidad Social - Arandu - Causa Popular - Frente H.A.C.E.R. por el Progreso Social - Frente Renovador Legitimo - Kolina - Memoria y Movilización Social - Movimiento de Acción del Pueblo - Movimiento de Integración y Desarrollo - Movimiento Militante Barriales - Movimiento Renovador Popular - Nueva Alternativa - Nuevo Octubre - Partido de la Concertación FORJA - Partido de la Concordia Social - Partido de la Libertad Dignidad y Bien Común - Partido de la Participación Ciudadana - Partido del Consenso - Partido Desarrollista - Partido Fe - Frente Grande - Partido Justicialista - Partido por la Reconstrucción de la Justicia Social - Partido Pueblo Libre y Solidario - Partido Transversal de la Respuesta - Proyecto Popular - Trabajo y Progreso - Unidos con Valores - Unión Popular Federal - Partido Nacionalista Constitucional - UNIR | - Diputado de la Cámara de Representantes de Misiones | - Diputado de la Cámara de Representantes de Misiones |                            |                            |
|                                                                     |                                                                     | Juntos por el Cambio                | Ver partidos: - Partido Activar - Propuesta Republicana - Unión Cívica Radical |                                                       | Martín Arjol                                          |                            | Natalia Döpler             |
| - Diputado nacional por la Provincia de Misiones                    |                                                                     | Juntos por el Cambio                | Ver partidos: - Partido Activar - Propuesta Republicana - Unión Cívica Radical |                                                       |                                                       |                            |                            |
|                                                                     |                                                                     | La Fuerza de Todos                  | Ver partidos: - Partido Agrario y Social - Instrumento Electoral por la Unidad Popular - Nuevo Encuentro por la Democracia y la Equidad - Partido de la Victoria - Partido de los Trabajadores y del Pueblo |                                                       | Pablo Isaac Lenguaza                                  |                            | Santiago Mansilla          |
| - Diputado Provincial por Misiones (2017-2021)                      |                                                                     | La Fuerza de Todos                  | Ver partidos: - Partido Agrario y Social - Instrumento Electoral por la Unidad Popular - Nuevo Encuentro por la Democracia y la Equidad - Partido de la Victoria - Partido de los Trabajadores y del Pueblo |                                                       |                                                       |                            |                            |
|                                                                     |                                                                     | Partido Demócrata                   | Sin alianza |                                                       | Jorge Pelinski                                        |                            | Marilena Ré                |
| - Contador                                                          | - Contador                                                          | Partido Demócrata                   | Sin alianza | - Abogada                                             | - Abogada                                             |                            |                            |
|                                                                     | [[File:Unidad Ciudadana.svg\|300px\|alt={{{Alt\|{{{descripción}}}]] | Frente Amplio                       | Ver partidos: - Partido Solidario - Tierra, Techo y Trabajo |                                                       | Julia Argentina Perié                                 |                            | Aurelio Torres             |
| - Diputada de la Nación Argentina (2007-2015)                       | [[File:Unidad Ciudadana.svg\|300px\|alt={{{Alt\|{{{descripción}}}]] | Frente Amplio                       | Ver partidos: - Partido Solidario - Tierra, Techo y Trabajo |                                                       |                                                       |                            |                            |
|                                                                     |                                                                     | Partido del Obrero                  | Sin alianza |                                                       | Virginia Villanueva                                   |                            | Eduardo Cantero            |
|                                                                     |                                                                     | Partido del Obrero                  | Sin alianza |                                                       |                                                       |                            |                            |
|                                                                     |                                                                     | Partido por la Vida y los Valores   | Sin alianza |                                                       | Debora Solange Mangone                                |                            | Alejandro Emilio Abal      |
|                                                                     |                                                                     | Partido por la Vida y los Valores   | Sin alianza |                                                       |                                                       |                            |                            |
|                                                                     |                                                                     | Partido de Integración y Militancia | Sin alianza |                                                       | Ninfa Zunilda Alvarenga                               |                            | Julio César Peralta        |
|                                                                     |                                                                     | Partido de Integración y Militancia | Sin alianza |                                                       |                                                       |                            |                            |

## Encuestas de opinión
| Fecha                    | Encuestadora            |       |       |      |      |      |      |      | Otros | Blanco | Indecisos |
| ------------------------ | ----------------------- | ----- | ----- | ---- | ---- | ---- | ---- | ---- | ----- | ------ | --------- |
| Fecha                    | Encuestadora            |       |       |      |      |      |      |      | Otros | Blanco | Indecisos |
| 1 - 3 de mayo de 2023    | CB Consultora           | 60,2  | 26,2  | 3,9  | 0,7  | 1,5  | 1,2  | 0,3  | 1,3   | 4,6    | -         |
| 1 - 3 de mayo de 2023    | CB Consultora           | 56,1  | 25,6  | 3,5  | 0,5  | 1,5  | 1,1  | 0,3  | 1,2   | 4,4    | 5,8       |
| 19 - 23 de abril de 2023 | CB Consultora           | 55,3  | 22,9  | 3,6  | 0,7  | 1,5  | 1,1  | 0,3  | -     | 4,1    | 9,4       |
|                          |                         |       |       |      |      |      |      |      |       |        |           |
| 7 de Mayo de 2023        | Elecciones provinciales | 64.25 | 26.54 | 4.71 | 0.49 | 1.78 | 1.23 | 0.52 | 1,91  | 5,40   | -         |

## Resultados

### Gobernador
|  | 64,18 % |

|  | 26,57 % |

|  | 4,83 % |

|  | 1,77 % |

|  | 1,21 % |

|  | 0,51 % |

|  | 0,46 % |

|  | 0,46 % |

|  | 95,04 % |

|  | 4,30 % |

|  | 0,66 % |

|  | 71,03 % |

|  | 100 % |

### Cámara de Representantes
|  | 66,05 % |

|  | 24,43 % |

|  | 4,95 % |

|  | 1,82 % |

|  | 1,25 % |

|  | 0,54 % |

|  | 0,48 % |

|  | 0,48 % |

|  | 93,53 % |

|  | 5,82 % |

|  | 0,65 % |

|  | 71,03 % |

|  | 100 % |